# Ferrovia Durazzo-Valona
La ferrovia Durazzo-Valona è una ferrovia dell'Albania a scartamento ordinario Stephenson che collega Durazzo e Valona via Rrogozhinë e Fier. L'infrastruttura è gestita dall'azienda statale Hekurudha Shqiptare e, per i soli tronchi Fier-Valona e Fier-Ballsh, da Albrail che vi opera esclusivamente treni merci.

## Storia

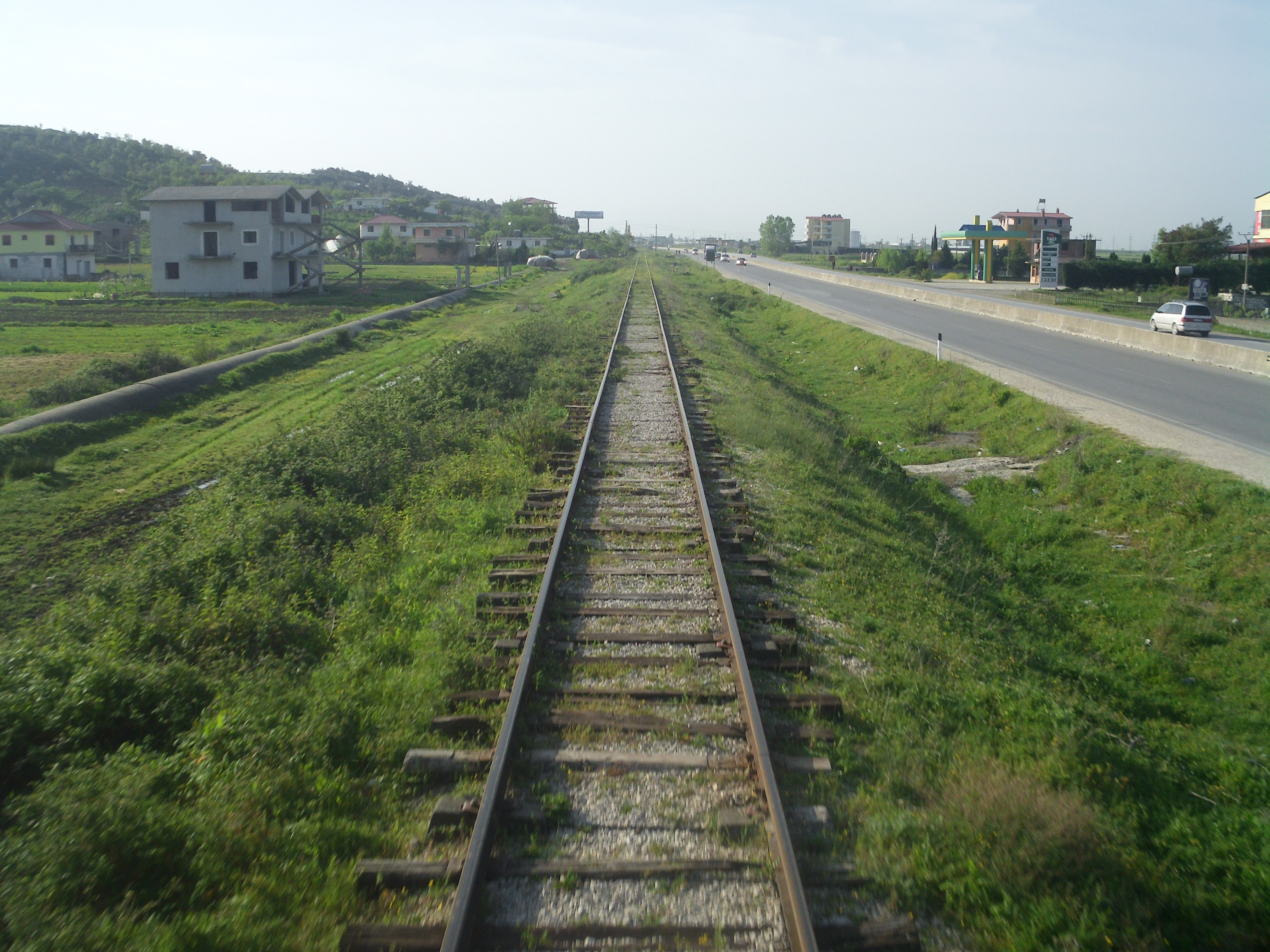
Tratto della ferrovia tra Libofshë e Gradishtë.

La ferrovia fu costruita in più fasi nel secondo dopoguerra. Il primo tronco tra Durazzo e Rrogozhinë, parte della più lunga ferrovia Durazzo-Peqin, fu inaugurato nel 1947 con una lunghezza di circa 33,5 chilometri. Successivamente nel 1968 fu inaugurato il tratto tra Rrogozhinë e Fier, prolungato poi nel 1985 a Valona, divenuta la stazione ferroviaria più a sud del paese. Nel 1975 fu inaugurata la diramazione tra Fier e Ballsh a servizio della raffineria.
Nel 2018 sono iniziati i lavori per la riattivazione della linea tra Fier e Valona, finanziati con 720000 euro dalla Commissione europea; la ferrovia è stata riattivata nel dicembre dello stesso anno per il trasporto di petrolio greggio operato da Albrail per conto di Bankers Petroleum. Contestualmente è stato presentato uno studio per la riqualificazione della linea tra Durazzo e Rrogozhinë, con un costo stimato di 52 milioni di euro. Nel 2023 la Commissione europea ha concesso all'Albania 62 milioni di euro per la ricostruzione della linea tra Durazzo e Rrogozhinë (da dove prosegue per Pogradec) come parte dell'ottavo corridoio paneuropeo.

## Caratteristiche
| Head station |

| Unknown route-map component "exKINTaq" | Unknown route-map component "eABZg+r" |  |

| Non-passenger station/depot on track |

|  | Unknown route-map component "ABZgl+xl" | Unknown route-map component "CONTfq" |

| Station on track |

| Station on track |

| Unknown route-map component "bWBRÜCKE1" |

| Station on track |

| Unknown route-map component "bWBRÜCKE1" |

| Station on track |

| Enter and exit short tunnel |

| Station on track |

|  | Unknown route-map component "ABZgl" | Unknown route-map component "CONTfq" |

| Unknown route-map component "bWBRÜCKE1" |

| Stop on track |

| Station on track |

| Unknown route-map component "eBHF" |

| Unknown route-map component "eHST" |

| Unknown route-map component "EIU" |

| Non-passenger station/depot on track |

| Non-passenger station/depot on track |

|  | Unknown route-map component "eABZgl" | Unknown route-map component "exCONTfq" |

|  | Unknown route-map component "ABZgl" | Unknown route-map component "KINTeq" |

| Unknown route-map component "BSTeBHF" |

| Unknown route-map component "bWBRÜCKE1" |

| Non-passenger station/depot on track |

| Unknown route-map component "KINTaq" | Unknown route-map component "xABZgr" |  |

| Unknown route-map component "exDST" |

| Unknown route-map component "exKBHFe" |

La ferrovia collega Durazzo con Valona ed è in larga parte a binario unico; presenta una diramazione per i treni merci tra Fier e Ballsh (comune dove è situata una  raffineria). Da Rrogozhinë parte inoltre la ferrovia verso Elbasan, parte del tracciato della ferrovia Durazzo-Pogradec.
L'azienda statale Hekurudha Shqiptare vi opera treni passeggeri tra Durazzo e Rrogozhinë. L'azienda privata Albrail, che opera come gestore dell'infrastruttura dei tratti Fier-Valona (lunghezza 30,5 chilometri) e Fier-Ballsh (lunga 1,975 chilometri), opera treni merci per il trasporto di petrolio greggio verso il porto di Valona.